# Conostigmus longulus
Conostigmus longulus är en stekelart som beskrevs av Paul Dessart 1997. Conostigmus longulus ingår i släktet Conostigmus och familjen trefåresteklar. Inga underarter finns listade i Catalogue of Life.